# Luneburg Mushard
Luneburg Mushard (auch Luneberg Mushard geschrieben; * 10. November 1672 in Loxstedt; † 11. Mai 1708 in Bremen) war Pädagoge, Historiker und Genealoge.

## Biografie
Mushard war der Sohn des Pastors Johann Christoph Mushard in Loxstedt. Er besuchte die Domschule in Bremen und studierte an der Universität Jena, der Leucorea in der Lutherstadt Wittenberg und der  Universität Rostock, wo er Magister wurde. 1696 wurde er Konrektor am (damals) königlich schwedischen Athenaeum in Bremen und der Bremer Domschule. Sein Sohn war Martin Mushard, der spätere Pastor von Geestendorf.

## Werke
- Monumenta nobilitatis antiquae familiarum illustrium, in ducatibus Bremensi & Verdensi, i. e. Denckmahl der uhralten, hochadelichen Geschlechter, insonderheit der hochlöblichen Ritterschafft im Hertzogthum Bremen u. Verden. Herman und Berthold Brauer, Bremen 1708 bzw. 1721; 1905 neu aufgelegt. Nachschlagewerk über die Adelsgeschlechter Nordniedersachsens insbesondere in den Herzogtümern Bremen und Verden, Sammlung urkundlicher Nachweise, Genealogien, Wappen etc. zu den Adelsgeschlechtern. Digitalisat
- Chronicon Buxtehudense.  Sammlung von Urkunden der Stadt Buxtehude und Altklosters. Auszüge davon wurden 1760 von seinem Sohn veröffentlicht.
- Bremisch- und Verdischer Ritter-Sahl Oder Denckmahl Der Uhralten Berühmten Hoch-adelichen Geschlechter Insonderheit der Hochlöblichen Ritterschafft In Denen Hertzogthümern Bremen und Verden. Grimm, Bremen 1720. Digitalisat